# Iloczyn jonowy
Iloczyn jonowy – rodzaj uproszczonej stałej równowagi reakcji autodysocjacji związków chemicznych, które są na tyle słabymi elektrolitami, że można pominąć w tej stałej stężenie niezdysocjowanej formy związku.
Wielkość tę nazywa się iloczynem jonowym, gdyż po pominięciu stężenia niezdysocjowanej formy związku pozostaje tylko licznik wyrażenia na stałą równowagi, który jest iloczynem stężeń powstających jonów, podniesionych do potęgi odpowiadającej współczynnikom stechiometrycznym w równaniu reakcji autodysocjacji np. dla autodysocjacji związku typu AB, rozpadającego się na jony A+ i B−:
AB ⇌ A+ + B−
iloczyn jonowy wyraża się wzorem:
Kx(T) = [A+][B−]
gdzie [A+] i [B−] – stężenia odpowiednich jonów w stanie równowagi reakcji autodysocjacji.
Iloczyn jonowy ma szczególne znaczenie w przypadku rozpuszczalników, gdyż ma on duży wpływ na przebieg wielu reakcji zachodzących w tych rozpuszczalnikach i ułatwia dokonywanie rozmaitych obliczeń stechiometrycznych. Iloczyny te są ustalane i tablicowane zwykle dla warunków normalnych. Tak zdefiniowana wielkość jest rodzajem stałej, gdyż jej wartość jest niezależna od warunków chemicznych (np. składu roztworu, w którym zachodzi autodysocjacja), choć jej wartość jest silnie zależna od temperatury i ciśnienia.
Wielkością o podobnym formalnie charakterze do iloczynu jonowego jest iloczyn rozpuszczalności, jednak w tym przypadku to aktywność ciała stałego (kryształy soli) nie zmienia się niezależnie od jego ilości w roztworze – po tzw. „przekroczeniu iloczynu rozpuszczalności” – jeżeli tylko dana sól jest obecna w roztworze w postaci stałej.

## Iloczyn jonowy wody
Szczególnie duże, praktyczne znaczenie ma iloczyn jonowy wody:
Kx(T) = [H
3O+
][OH−
]
Tak zdefiniowany iloczyn jonowy jest stały tylko w przybliżeniu, podobnie jak każda stała równowagi reakcji. Po uwzględnieniu współczynników aktywności zależnych m.in. od siły jonowej roztworu i zastąpieniu stężeń molowych [X] aktywnościami ax jonów, termodynamiczny iloczyn jonowy wody wyrażony będzie wzorem:
Kx(T) = (aH
3O+
)(aOH−
)
Iloczyn jonowy wody jest uproszczonym wyrażeniem opisującym równowagę dynamiczną określoną przez prawo działania mas Guldberga i Waagego, w którym formalnie rzecz biorąc należałoby jeszcze uwzględnić aktywność cząsteczek niezdysocjowanych. W przypadku bardzo słabych elektrolitów takich jak woda, ze względu na słabą dysocjację stężenie cząsteczek niezdysocjowanych pozostaje praktycznie stałe i dlatego można je pominąć.
Dla czystej wody stężenie jonów hydroniowych i wodorotlenowych jest równe i w 25 °C wynosi ok. 10−7 mol/dm³, co odpowiada iloczynowi jonowemu 10−14. Stopień dysocjacji wody wynosi ok. 2·10−7% zdysocjowanych cząsteczek wody – autodysocjacja wody nie ma zatem praktycznie żadnego wpływu na stężenie molowe niezdysocjowanej wody w wodzie destylowanej, które wynosi ok. 55,6 mol/dm³.
Obecność kwasów i zasad zmniejsza stopień dysocjacji wody – chociaż stężenie jednego z jonów będącego wynikiem jonizacji rośnie (np. pojawiają się protony pochodzące z dysocjacji cząsteczek kwasu), stężenie drugiego z jonów (tylko ten jon pochodzi wówczas w całości z dysocjacji cząsteczek wody) zmniejsza się zgodnie z ww. równaniem (zob. reguła przekory).